# 吉林建筑科技学院
吉林建筑科技学院（原吉林建筑大学城建学院）是一所民办全日制省属本科普通高等学校，坐落于中国吉林省长春市。

## 历史沿革
2000年，吉林省国土资源开发集团有限公司和吉林建筑工程学院共同创办了吉林建筑工程学院城建学院。2004年，经中华人民共和国教育部批准为独立学院。2013年更名为吉林建筑大学城建学院。2015年11月18日学院搬迁至新校区。2019年1月，经教育部批准，吉林建筑大学城建学院转设为吉林建筑科技学院。

## 行政管理
陈怡天担任校董事会董事长，吉林省国土资源开发集团董事长。

## 院系专业
截至2023年4月，学校设有12个学院，开设本科专业44个，专科专业9个。
| 院别                 | 专业名称               | 专业代码 | 授予学位 | 修业年限 |
| 建筑与规划学院       | 建筑学                 | 082801   | 工学     | 五年     |
| 建筑与规划学院       | 城乡规划               | 082802   | 工学     | 五年     |
| 土木工程学院         | 土木工程               | 081001   | 工学     | 四年     |
| 土木工程学院         | 测绘工程               | 081201   | 工学     | 四年     |
| 土木工程学院         | 城市地下空间工程       | 081005T  | 工学     | 四年     |
| 市政与环境工程学院   | 建筑环境与能源应用工程 | 081002   | 工学     | 四年     |
| 市政与环境工程学院   | 给排水科学与工程       | 081003   | 工学     | 四年     |
| 市政与环境工程学院   | 安全工程               | 082901   | 工学     | 四年     |
| 市政与环境工程学院   | 能源与动力工程         | 080501   | 工学     | 四年     |
| 市政与环境工程学院   | 环境工程               | 082502   | 工学     | 四年     |
| 市政与环境工程学院   | 高分子材料与工程       | 080407   | 工学     | 四年     |
| 市政与环境工程学院   | 新能源科学与工程       | 080503T  | 工学     | 四年     |
| 电气信息工程学院     | 电气工程及其自动化     | 080601   | 工学     | 四年     |
| 电气信息工程学院     | 自动化                 | 080801   | 工学     | 四年     |
| 电气信息工程学院     | 电子信息工程           | 080701   | 工学     | 四年     |
| 电气信息工程学院     | 建筑电气与智能化       | 081004   | 工学     | 四年     |
| 电气信息工程学院     | 测控技术与仪器         | 080301   | 工学     | 四年     |
| 计算机科学与工程学院 | 计算机科学与技术       | 080901   | 工学     | 四年     |
| 计算机科学与工程学院 | 软件工程               | 080902   | 工学     | 四年     |
| 计算机科学与工程学院 | 网络工程               | 080903   | 工学     | 四年     |
| 计算机科学与工程学院 | 物联网工程             | 080905   | 工学     | 四年     |
| 管理工程学院         | 工程管理               | 120103   | 工学     | 四年     |
| 管理工程学院         | 工商管理               | 120201K  | 管理学   | 四年     |
| 管理工程学院         | 工程造价               | 120105   | 管理学   | 四年     |
| 管理工程学院         | 财务管理               | 120204   | 管理学   | 四年     |
| 管理工程学院         | 资产评估               | 120208   | 管理学   | 四年     |
| 管理工程学院         | 房地产开发与管理       | 120104   | 管理学   | 四年     |
| 外语学院             | 英语                   | 050201   | 文学     | 四年     |
| 外语学院             | 日语                   | 050207   | 文学     | 四年     |
| 外语学院             | 翻译                   | 050261   | 文学     | 四年     |
| 艺术设计学院         | 视觉传达设计           | 130502   | 艺术学   | 四年     |
| 艺术设计学院         | 环境设计               | 130503   | 艺术学   | 四年     |
| 艺术设计学院         | 动画                   | 130310   | 艺术学   | 四年     |
| 艺术设计学院         | 公共艺术               | 130506   | 艺术学   | 四年     |
| 艺术设计学院         | 风景园林               | 082803   | 工学     | 四年     |
| 交通工程学院 [6]     | 道路桥梁与渡河工程     | 081006T  | 工学     | 四年     |
| 交通工程学院 [6]     | 交通工程               | 081802   | 工学     | 四年     |
| 交通工程学院 [6]     | 交通设备与控制工程     |          | 工学     | 四年     |